# José Joaquín de Emparan

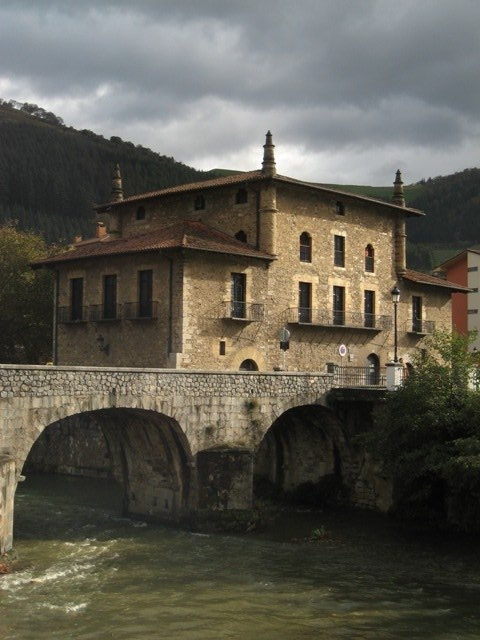
Casa-torre y palacio de Emparan, actual Biblioteca Municipal de Azpeitia, provincia de Guipúzcoa, España.

José Joaquín de Emparan y Zarauz (Azpeitia, 13 de julio de 1725 - 4 de febrero de 1799) fue un noble y político español de ámbito local.

## Biografía

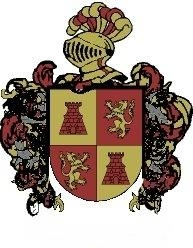
Armas de la familia Emparan de Azpeitia, compuesto de escudo cuartelado: 1.º y 4.º, en campo de oro, una torre de gules, y 2.º y 3.º, en campo de gules, un león rampante de oro, afrontado el del cuartel 2.º con el del 3.º

Hijo legítimo del mariscal de campo Francisco José de Emparan y de Francisca Antonia de Zárauz, hija ésta de José Antonio Ortiz de Zárauz, señor del palacio de Zarauz y caballero de la Orden de Santiago, y de María Ángela Velasco. Sus hermanos fueron: Josefa, Pedro Ignacio, Francisca Ignacia, Joaquina Antonia, María Antonia y Vicenta Ferrer de Emparan y Zárauz.
Fue el XIV señor de la casa de Emparan de Azpeitia, una de las más ilustres y antiguas de Guipúzcoa, reputada de ser "Parientes Mayores" en época anterior a las veinticuatro calificadas por el rey Carlos I de España.
Hizo pruebas de nobleza en Azpeitia e hijodalgo en 1764 en Azcoitia. Ocupó diversos cargos: alcalde y juez en 1747, 1753,1762, 1767 y 1771, teniente de alcalde en 1755, 1757 y 1764; fiel en 1759; regidor mayor en 1773; procurador en Segura en 1760; alcalde y juez en Ermua en 1746; diputado en Azpeitia en 1747, 1750, 1762, 1765, 1770, 1771 y 1780; diputado en Fuenterrabía en 1748; procurador en Hernani en 1754 y 1772; diputado en Renteria en 1757; procurador en Cestona en 1759; diputado por Motrico en 1768; diputado en Elgoibar en 1773; diputado en Cestona en 1777; diputado en Azcoitia en 1782; diputado en Tolosa en 1787; y diputado general en San Sebastián en 1789.

## Matrimonio y descendencia
Contrajo matrimonio en Ermua el 26 de octubre de 1744 con María Ana de Orbe y Zarauz, hija legítima de Francisco Antonio de Orbe y Larreategui y de María Teresa de Zárauz Gamboa y Olaeta, de quienes nacieron varios hijos, entre los cuales se encuentran:
1. Francisco que continuó con el mayorazgo de la casa de Emparan.
2. Agustín Ignacio que fue caballero de la orden de Carlos III.
3. Manuel Antonio que fue capitán de navío.
4. Miguel José que fue brigadier de la real armada española.
5. Vicente que fue caballero gran cruz de la Orden de San Hermenegildo, presidente, gobernador y capitán general de Venezuela; sin descendencia.
6. Pedro que viajó a Venezuela en el año de 1792 cuando su hermano Vicente Emparan fue nombrado gobernador e intendente de la provincia de Cumaná. Estando en Venezuela ocupó el cargo de alcalde ordinario. En la época de la colonia, los alcaldes ordinarios tenían la facultad de ejercer el gobierno interinamente en caso de muerte o ausencia del gobernador de la provincia. Vivió en Barcelona (Venezuela), posteriormente se trasladó a la población de El Chaparro ubicada al oeste del Estado Anzoátegui. Contrajo matrimonio con Gracia Arveláiz, hija de Juan Bautista Arveláiz Altuna y Legarra y Rita Ignacia de Berroeta del Peral, ambas familias poderosas e influyentes en el oriente venezolano. Tuvieron tres hijos nacidos en Venezuela: comandante Pedro Miguel, Salomé y Juana Francisca Amparan Arveláiz. Cambiando el apellido Emparan por Amparan como es mencionado en el estudio de Ignacio Arteche Elejalde.[1] Sus descendientes se emparentaron con la familia del prócer de la independencia venezolana Antonio José de Sucre, gran mariscal de Ayacucho y del general José Tadeo Monagas, presidente de Venezuela.

El hijo de Pedro de Emparan, Pedro Miguel Amparan Arveláiz, se alistó en las tropas patriotas venezolanas y llegó a ser comandante del ejército patriota en la guerra de independencia y coronel en las guerras civiles en las que participó. Así son las cosas de la vida, el nieto de José Joaquín de Emparan luchando contra el ejército realista español. Ejerció en Onoto cargos públicos desde comienzos de 1819, como alcalde de esa localidad y también como jefe militar de esa parroquia.

## Familia Emparan y Zarauz - Algunos descendientes del reyAlfonso XI el Justiciero
|                              | Descendientes Legítimos                     | Período                      |
| Rey Alfonso XI el Justiciero | Rey Alfonso XI el Justiciero                | Rey Alfonso XI el Justiciero |
| ---------------------------- | ------------------------------------------- | ---------------------------- |
| II                           | Infante Tello de Castilla y Nuñez de Guzmán | 1337-1370 España             |
| III                          | Isabel Téllez de Castilla                   | ?-1401 España                |
| IV                           | Leonor de Guevara y Téllez de Castilla      | 1381-? España                |
| V                            | Elvira Sánchez de Leyva                     | ?-? España                   |
| VI                           | Juana de Butrón                             | 1430-? España                |
| VII                          | María Ortiz de Gamboa                       | 1449-1520 España             |
| VIII                         | Ladrón de Balda                             | ?-? España                   |
| IX                           | María Ortiz de Balda y Garibay              | ?-? España                   |
| X                            | María Ortiz de Jausoro y Balda              | ?-? España                   |
| XI                           | María Ortiz de Lili y Jausoro               | 1559-? España                |
| XII                          | Ana de Andunaegui y Jausoro                 | 1589-? España                |
| XIII                         | Martín de Zarauz                            | ?-1664 España                |
| XIV                          | José Antonio Ortiz de Zarauz                | 1653-? España                |
| XV                           | Francisca Antonia de Zarauz                 | 1701-? España                |
| XVI                          | José Joaquín de Emparan                     | 1725-1799 España             |